# 聖拉斐爾國家公園

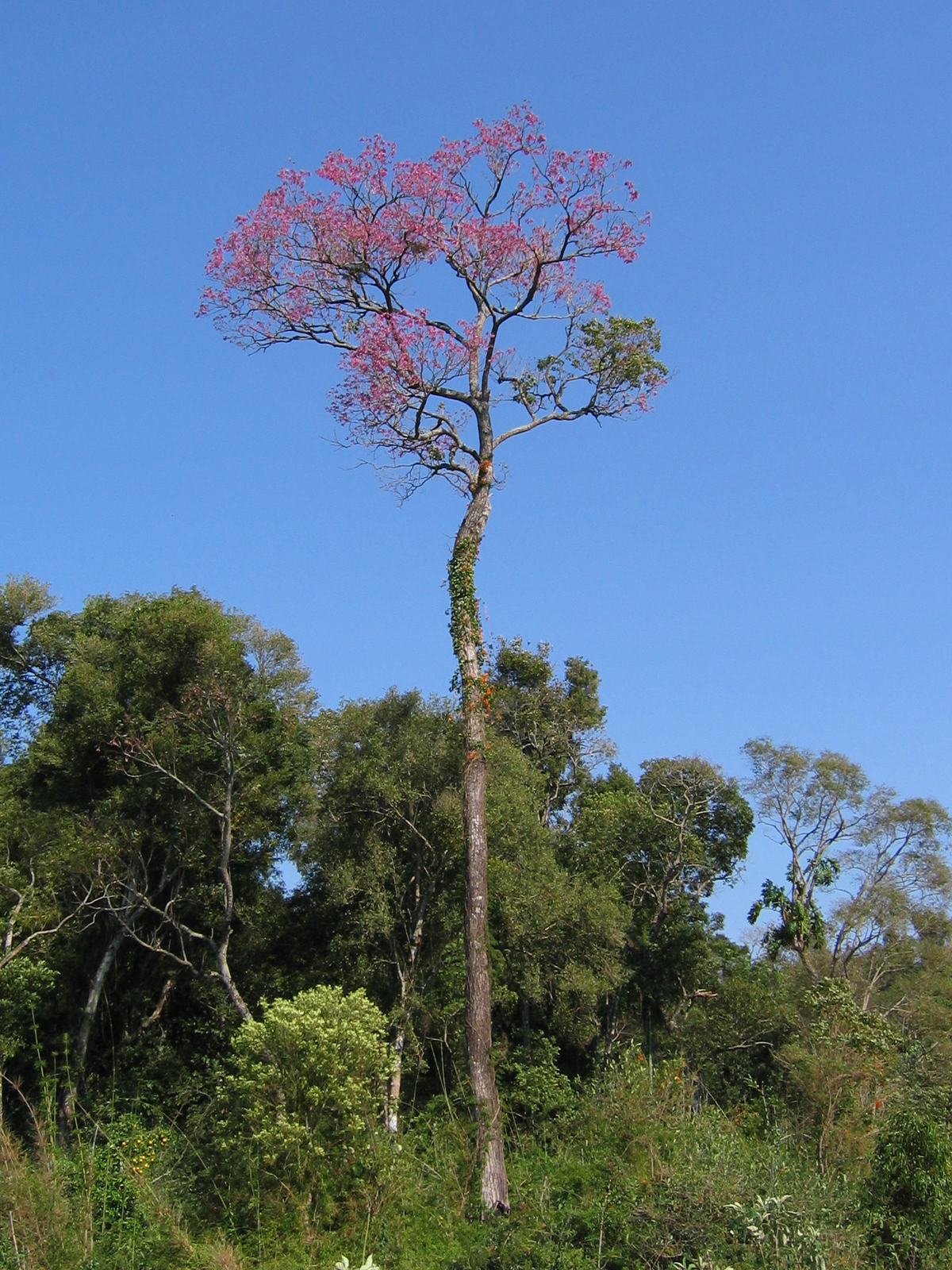

26°27′30″S 55°41′51″W / 26.458359°S 55.697418°W
聖拉斐爾國家公園（西班牙語：Parque nacional San Rafael），是巴拉圭的國家公園，位於該國東南部伊塔普阿省，覆蓋大西洋沿岸森林，成立於1992年，面積693平方公里，每年平均降雨量2,100毫米。